# Gladys Hayashida Soiza
Gladys Hayashida Soiza  (Santiago de Chile, nacida un 14 de enero) es una científica, investigadora y divulgadora científica chilena nikkei que ha realizado investigación en microbiología marina, en invertebrados marinos, bacterias y microalgas de los salares altoandinos. Es investigadora de la Universidad de Antofagasta y coordinadora del equipo Ciencia, Tecnología y Sociedad (C-TyS) de dicha universidad. Entre 2008 y 2010 fue Coordinadora Regional del programa Explora de la Comisión Nacional de Investigación Científica y Tecnológica (Conicyt) para la Región de Antofagasta. De 2011 a 2019 fue directora del Proyecto Asociativo Regional (PAR) Explora Conicyt Antofagasta y, durante su gestión de este proyecto, en 2014, recibió un reconocimiento a la labor que realiza el PAR a la educación de los niños, niñas y jóvenes de Chile por parte del Departamento Provincial de Educación Antofagasta - Tocopilla.
Su trayectoria como investigadora y divulgadora científica ha sido reconocida con el Premio Mujer Referente STEM para la Región de Antofagasta en la categoría “Ciencia y Tecnología", del Programa LIQCAU, Consorcio Heuma de la Universidad Católica del Norte y la Universidad de Antofagasta (otorgado el 16 de diciembre de 2022).

## Estudios y rol como divulgadora
Aunque nació y completó sus estudios escolares en Santiago de Chile, Gladys Hayashida migró a la ciudad de Antofagasta, donde se tituló de ingeniera en acuicultura por la Universidad de Antofagasta. Hizo su práctica en las salmoneras del Sur de Chile, donde estudió las enfermedades de los salmones y se especializó en microbiología marina. En 1994 viajó a Japón y realizó un magíster en microbiología marina aplicada en la Universidad de Kioto Sus estudios fueron financiados a través de la beca Monbukagakusho que entrega la Embajada de Japón en Chile. En 2002, ya de regreso en Chile, realizó un diplomado en gestión y ordenamiento ambiental en la Universidad de Santiago de Chile Posteriormente, realizó un doctorado en ciencias biológicas mención biología celular y molecular por la Universidad de Antofagasta (2016)
En 2002, con las herramientas adquiridas en el diplomado en gestión y ordenamiento ambiental, estructuró un programa de educación ambiental para docentes de escuelas municipales que implementó durante tres años a través de la Dirección de Educación en la Corporación Municipal de Desarrollo Social de la Municipalidad de Antofagasta. Entre 2005 y 2010 trabajó en la Universidad Católica del Norte como docente e investigadora. En ese mismo periodo se desempeñó como asesora científica del programa Explora de Conicyt para la Región de Antofagasta y luego, entre 2008 y 2010, ocupó el cargo de coordinadora regional de Explora para la misma región.
A partir de 2011, empezó a trabajar en la Universidad de Antofagasta donde se dedicó a implementar el Proyecto Asociativo Regional (PAR) de Explora. A través del PAR Explora, Gladys Hayashida ha llevado a cabo diversos proyectos de divulgación científica, formación y capacitación que han beneficiado a cientos de docentes, niños, niñas y adolescentes de la Región de Antofagasta.
Como parte de sus actividades de divulgación, Hayashida también ha participado en muestras de teatro, además de escribir y exponer monólogos científicos que buscan comunicar las ciencias de manera lúdica.

## Reconocimientos y distinciones
En julio de 2014, en su calidad de directora del Proyecto Asociativo Regional (PAR) de Explora Conicyt, Gladys Hayashida recibió un reconocimiento a la colaboración entre el PAR de Explora Antofagasta y la Dirección Provincial de Educación de Antofagasta-Tocopilla. En dicha oportunidad, Hayashida dijo que el proyecto tiene la misión de “contribuir a la creación de un cultura científica en la comunidad, con énfasis en los niños, niñas y jóvenes" de la Región de Antofagasta.
En diciembre de 2022, el Consorcio HEUMA de Facultades de Ingeniería de la Universidad Católica del Norte y la Universidad de Antofagasta, a través del programa LIQCAU entregó a Gladys Hayashida el premio a Mujer Referente STEM de la Región de Antofagasta en la categoría Ciencia y Tecnología. Al recibir el reconocimiento, Hayashida dijo lo siguiente: “Es un gran honor y es muy relevante para poder darme cuenta y creer que el trabajo que hemos estado haciendo en comunicación científica, con un equipo maravilloso, ha sido visibilizado finalmente y ha sido reconocido. Ha sido muy difícil porque antes era como el hermano pobre la divulgación científica, pero logramos sacar la ciencia hacia la comunidad" 

## Publicaciones
Nota: Esta es una lista de algunos de los trabajos más citados de la investigadora. Para revisar el listado completo, revise su perfil en Research Gate.
- Hayashida, Gladys (2019-03). «Extreme Microbial Life of the Atacama Desert, Chile: Potential Biotechnological Source». ACTA Scientific Microbiology (en inglés) 2(3). ISSN 2581-3226. Consultado el 21 de diciembre de 2022.

- Arias, Dana; Espíndola, Liliana; Hayashida, Gladys; Schneider, Carlos (2017-04). «Characterization of a Chlorophyta microalga isolated from a microbial mat in Salar de Atacama (northern Chile) as a potential source of compounds for biotechnological applications: Microalga from a microbial mat». Phycological Research 65(3). ISSN 1440-1835; DOI: 10.3389/fphys.2018.00798. Consultado el 21 de diciembre de 2022.

- Aranda, Mario; Araya, Solange; Arias-Forero, Diana; Hayashida, Gladys (2013-01). «Protocol for maximizing the triglycerides-enriched lipids production from Dunaliella salina SA32007 biomass, isolated from the Salar de Atacama (Northern Chile)». Advances in Bioscience and Biotechnology 4(08): 830-839. ISSN 2156-8456; DOI:10.4236/abb.2013.48110

- Hayashida, Gladys; Ishida, Y.; Kuwahara, Y.; Mori, N.; Uchida, A. (2008-10). «Purification and characterization of antibacterial substances produced by a marine bacterium Pseudoalteromonas haloplanktis strain». Journal of Applied Microbiology 105(5): 1672-7. ISSN 1364-5072; DOI:10.1111/j.1365-2672.2008.03878.x